# ヘキシルシンナムアルデヒド
α-ヘキシルシンナムアルデヒド（英: α-Hexyl cinnamaldehyde）は、芳香族アルデヒドの一種。香料として利用される。消防法による第4類危険物 第3石油類に該当する

## 生成
天然にはカモミールの精油に含まれ、炊いた米飯からも発見されている。
工業的にはベンズアルデヒドとオクタナールを、1級アミンと有機酸を触媒としてアルドール縮合することにより製造される。